# 이성권 (야구인)
이성권(1980년 5월 8일 ~ )은 전 KBO 리그 야구 선수의 포수이다.

## 출신학교
- 북일고등학교
- 연세대학교 (1999학번)